# Frank Sieckel

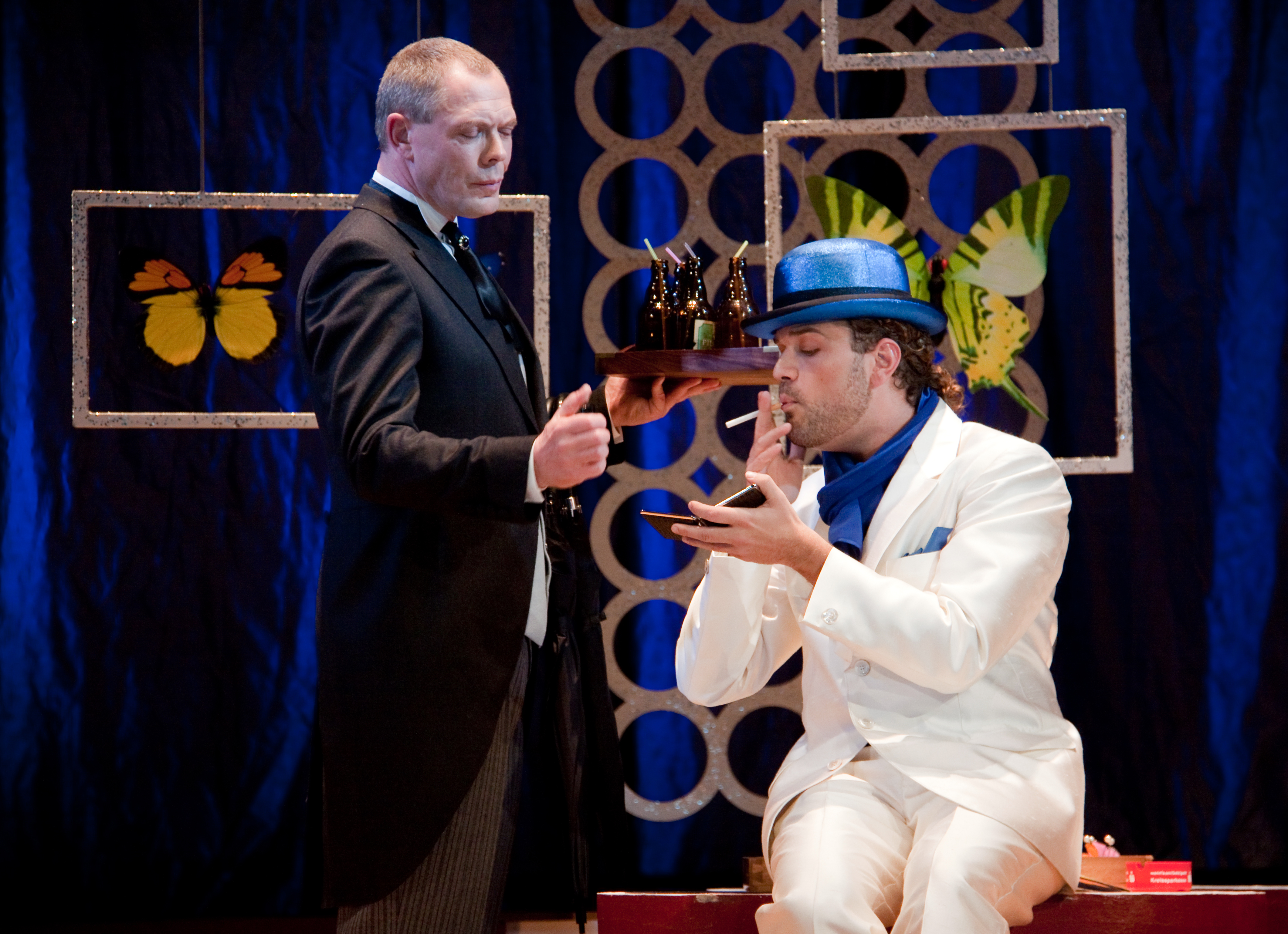
Frank Sieckel (hier mit Anton Leiss-Huber) am Theater Nordhausen 2009

Frank Sieckel (* 1961 in Nordhausen) ist ein deutscher Schauspieler, Kabarettist, Autor und Regisseur.

## Leben und Karriere
Nach dem Abitur sollte Frank Sieckel eigentlich Bauwesen studieren, doch er meldete sich an der Theaterhochschule Hans Otto in Leipzig zur Aufnahmeprüfung. Sieckel wurde angenommen und begann 1982 ein vierjähriges Schauspielstudium bei Peter Förster. Durch das Studioverfahren der Hochschule war er ab 1984 schon auf der Bühne des Leipziger Schauspiels zu sehen. Dort spielte er auch in der DDR-Erstaufführung von Aitmatows Der Tag zieht den Jahrhundertweg. Nach dem Studium wurde Frank Sieckel Mitglied des Ensembles, er spielte dort in über 50 Inszenierungen. Seine wichtigsten Rollen waren Peachum in Brechts Dreigroschenoper, Hitler in Taboris Farce Mein Kampf und Alfred in Horvaths Geschichten aus dem Wiener Wald.
Neben seiner Schauspieltätigkeit war Frank Sieckel auch als Gastdozent an der Hochschule für Musik und Theater Leipzig tätig.
Außerdem arbeitete Frank Sieckel freischaffend für Theater, Film und Fernsehen. Daneben war er als Kabarettist und Autor mit dem Ensemble der Leipziger Pfeffermühle in ganz Deutschland unterwegs.
Frank Sieckel ist einem breiten Publikum durch die Rolle des „Oberbürgermeisters Herrenbrück“ in der ARD-Serie Tierärztin Dr. Mertens bekannt. Außerdem spielte er im Tatort und in der internationalen Kinoproduktion Arn – Der Kreuzritter.
Seit 2019 ist Frank Sieckel als Kunsterzieher tätig.

## Filmografie (Auswahl)
- 1992: Genosse Brüggemann
- 2001: Sass
- 2002: Die Hoffnung stirbt zuletzt
- 2003: Tatort – Außer Kontrolle
- 2003: Tatort – Die Liebe der Schlachter
- 2004: Männer im gefährlichen Alter
- 2005: Einsatz in Hamburg – Superzahl: Mord
- 2007: Arn  – Der Kreuzritter
- 2008–2021: Tierärztin Dr. Mertens
- 2008: Tatort – Salzleiche
- 2009: Liebe Mauer
- 2009: Unter anderen Umständen – Auf Liebe und Tod
- 2010: SOKO Wismar
- 2011: Alarm für Cobra 11 – Die Autobahnpolizei
- 2013: Nacht über Berlin

## Hörspiele
- 1994: John B. Keane: The Field – Regie: Robert Matejka (Hörspiel – MDR)
- 1995: Adolf Schröder: Der Trompetenspieler. – Regie: Jörg Jannings (Hörspiel – MDR)